# Skjutningen på Köpenhamns flygplats 1996
Skjutningen på Köpenhamns flygplats 1996 inträffade den 10 mars 1996 då sex medlemmar i Hells Angels låg i bakhåll mot fyra rivaliserande medlemmar i Bandidos utanför Köpenhamns flygplats. En man dödades och tre andra skadades då skottlossning brutit ut. En tvillingattack genomfördes också på Oslo flygplats, Fornebu i Norge inom en timme efter skottlossningen i Danmark, vilket ledde till att en man skadades. Händelsen var en del av Stora nordiska MC-kriget (1994–97).

## Bakgrund
Bandidos och Hells Angels motorcykelgäng blev inblandade i en territoriell tvist i början av 1994 i södra Sverige, och konflikten spred sig därefter till andra delar av Skandinavien och Finland. En bidragande orsak till spänningen mellan gängen i Danmark var en incident som inträffade den 26 december 1995 då mellan sju och tio Bandidosmedlemmar attackerade och misshandlade två Hells Angelsmedlemmar på en restaurang i Köpenhamn.

## Skjutningen
Dagarna före skjutningen hade danska medlemmar från både Bandidos och Hells Angels besökt Helsingfors i separata ärenden. Bandidos öppnade ett nytt klubbhus, medan Hells Angels deltog i en tatueringskonvent. Av en slump bokades de båda grupperna in på samma flyg som återvände till Köpenhamn. De två grupperna mötte varandra på Helsingfors flygplats och enligt polisens övervakningsband ringde de fyra Hells Angels till deras klubbhus i Köpenhamn och begärde att förstärkning skulle möta dem vid ankomsten till Danmark. Fyra Hells Angelsmedlemmar och två prospects i tre bilar skulle möta dem på Köpenhamns flygplats. Bandidos tros också ha krävt backup eftersom de möttes av två bilar.
Gängmedlemmarna anlände till Köpenhamns flygplats efter en spänd men händelselös flygning. Efter att Bandidos gått in i två bilar som väntat utanför flygplatsen och förberett sig för att lämna parkeringsområdet, omringades de av tre bilar fulla av Hells Angelsmedlemmar. I vetskapen om att Bandidos skulle vara obeväpnade efter att gått igenom säkerhetskontrollen på flygplatsen, lämnade två beväpnade Hells Angelsmedlemmar sina fordon och avlossade minst trettiotre skott från automatvapen in i en bil, där fyra Bandidosmedlemmar befann sig, innan de flydde.
Uffe Lindenskov Larsen, ordförande för Bandidos "Southside", dödades efter att ha blivit skjuten sju gånger i huvudet, bröstet och benen. De tre andra männen, en Bandidosmedlem, en prospect och en hangaround, skadades allvarligt. De överlevande Bandidos flydde till ankomstloungen där de föll ihop av blodförlust. Den andra Bandidosbilen flydde genom att köra mot färdriktningen på en enkelriktad gata.
Inom en timme efter bakhållet i Köpenhamn utfördes en tvillingattack på Oslos flygplats, Fornebu i Norge, under vilken Bandidosmedlem Lars Harnes sköts i bröstet och skadades i flygplatsens ankomstlobby av Torkjell "Rotta" Alsaker, president för Hells Angels Oslo.

## Efterspel
Mordet på Uffe Larsen anses ofta som början av den blodigaste fasen av Stora nordiska MC-kriget, som kulminerade med en raketattack utförd av Bandidos som dödade en Hells Angels prospect och en kvinnlig civilperson i Köpenhamn sex månader senare. På grund av sällsynt gängvåld i Danmark på 1990-talet, blev skottlossningen känd världen över och resulterade i ett tillslag av Danska myndigheter. Även om motorcykelgäng hade varit aktiva i Danmark sedan slutet av 1970-talet, var våld mellan gäng sällsynt och bikers (kallade "rockers" i Danmark) betraktades som sociala felaktigheter snarare än organiserade brottslingar. Många av motorcykelgängens högkvarter var belägna i bostadsområden, och efter incidenten på Köpenhamns flygplats blev dessa klubbhus mål för attacker. Den danska regeringen svarade på upptrappningen av våldet med lagstiftning mot brottslighet, vilket resulterade i ökade befogenheter för polisen och längre fängelsestraff för många brott. Ett lagförslag, känd som Rockerloven av media, antogs den 15 oktober 1996 för att tillåta polisen att vräka ut cykelgäng från sina klubbhus.

## Rättegång
Köpenhamns polis grep och anklagade tre Hells Angels -medlemmar för mord den 12 mars 1996 - två dagar efter skjutningen. Även prospects åtalades senare. Den efterföljande rättegången inleddes vid Østre Landsret den 11 november 1996 och slutade den 20 december. Två Hells Angels, Michael Brokside och Jørgen "Fehår " Nielsen, dömdes för mord, även om Nielsen friades senare. Brokside dömdes till sexton års fängelse. Kim Jensen och Ove Witthøft dömdes på tre punkter för mordförsök; Jensen dömdes till åtta års fängelse och Witthøft till sex år. Svend Erik Holst och Johnny Engelhof Nielsen frikändes båda för mord och mordförsök, men Holst dömdes för vapenbrott. 